# Соломін Владилен Харитонович
Владилен Харитонович Соломін (3 липня 1933 , Борисовка (смт), Центрально-Чорноземна область  — 11 січня 2024 , Липецьк ) — радянський та російський архітектор, будівельник. Почесний громадянин міста Липецька.
Інженер виробничого відділу тресту «Липецькбуд». Із 1969 року — завідувач відділом будівництва міськкому КПРС Липецька. Заступник голови Липецького міськвиконкому (1973—1980). Депутат Липецької районної та міської Рад народних депутатів. Головний архітектор Липецької області (1982—1995). Член Спілки архітекторів Росії.
Останнім часом займався краєзнавчою роботою. Спільними зусиллями створив два томи книги «Творці» («Созидатели»), в якій розповідається про становлення архітектури в Липецьку.
Помер 11 січня 2024 року в Липецьку.

## Звання та нагороди
- Почесний громадянин Липецька (2003)
- Заслужений будівельник РРФСР
- Орден Дружби (18 вересня 2023) — за досягнуті трудові успіхи і багаторічну сумлінну роботу[2]
- Орден «Знак Пошани»
- 5 медалей
- Срібна медаль ВДНГ
- Член Спілки журналістів Росії
- Премія Спілки журналістів Росії

## Книги
- Созидатели / гл. ред. В. Х. Соломин. — Липецк: без изд-ва, 2001. — Т. 1.
- Созидатели / гл. ред. В. Х. Соломин. — Липецк: без изд-ва, 2004. — Т. 2.
- Созидатели / гл. ред. В. Х. Соломин. — Липецк: без изд-ва. — Т. 3.